# 本吉達也
本吉 達也（もとよし たつや、1952年（昭和27年）4月29日 - ）は、日本のジャーナリスト、政治家、教育者。羽咋市長や小都市市長会会長、全国青年市長会副会長、富山第一高等学校校長等を歴任した。

## 人物・経歴
現在の石川県羽咋市で本吉二六（第3代羽咋市長）の子として生まれ、金沢大学教育学部附属高等学校を経て、一橋大学法学部卒業後、石川テレビ放送報道部記者や、報道部副部長を務めた。
1996年から2004年まで羽咋市長を務め、議長車以外の黒塗り車を廃止してハイブリッドカーを導入するなど、財政再建にあたった。また、直接請求を受け、志雄町や押水町、志賀町等への市町村合併の呼びかけも行った。小都市市長会会長、全国市長会理事、全国青年市長会副会長を歴任。
市長退任後は、2007年から2018年まで民間人校長として富山第一高等学校校長を務め、富山県高校演劇研究協議会会長、富山県高等学校文化連盟副会長、富山県私立中学高等学校協会副会長、富山県高等学校野球連盟副会長、石川県日中友好協会副会長等も兼務。硬式野球部の体罰問題への対処などにあたった。趣味はカヌー。

## 著作
- 「民官一体となったまちづくり」市政 47(2) 1998年
- 「歴史と文化息づく人が活きるまち」市政 50(11) (通号 592) 2001年
- 「行政改革--能力主義の導入、組織改革、行政評価システム」（柴田啓次,古川俊一他と共著）地方自治経営学会誌 / 地方自治経営学会 編 8(1) (通号 12) 2002年
- 「人は石垣、人は城 人事制度改革に取り組む」地方公務員月報 / 総務省自治行政局公務員課 編 (469) 2002年
- 「住民と行政が織りなす自然流ケア」介護保険情報 4(1) (通号 37) 2003年
- 『自治体経営革命 : 地方から考える市民の責任・首長の使命』（熊坂伸子,熊坂義裕と共著）メタモル出版 2003年
- 「地方制度の将来と今後の自治行財政のゆくえ」（北川正恭,山内章裕他と共著）地方財務 / ぎょうせい 編 (595) 2004年